# Wendy (Zeitschrift)
Die Wendy ist eine Pferdezeitschrift für Kinder von etwa sieben bis elf Jahren. Die Zeitschrift erschien im Mai 1986 das erste Mal in Deutschland mit einer Auflage von 41.000 Exemplaren. Zwischenzeitlich erschien sie wöchentlich im Egmont Ehapa Verlag GmbH zu einem Preis von meist 2 Euro (davor 3 DM). Ab 1989 erschien sie alle 14 Tage, ab 1996 wöchentlich, ab 2009 wieder alle 14 Tage und seit 2016 erscheint sie dreiwöchentlich und kostet 4,20 Euro. Dem Heft liegen jedes Mal Extras, wie Stiftesets, Schmuck, Sticker, Accessoires oder  Poster, bei. Die Zeitschrift hat sich stetig weiterentwickelt, in den Anfangsjahren lag der redaktionelle Schwerpunkt eindeutig auf Reiten und Pferden. Mitte der 1990er Jahre kamen weitere Themen wie andere Tierarten und aktiver Tierschutz dazu. Mittlerweile kann die Zeitschrift auch als Lifestyle-Magazin für junge, pferdebegeisterte Mädchen verstanden werden. Geschichten mit der Hauptfigur Wendy erscheinen auch als Hörspiel, Computerspiel und TV-Serie. Ein Film wurde 2017 realisiert.

## Inhalt
Der größte Teil des Magazins besteht aus dem Wendy-Comic. Dort erlebt die Titelheldin Wendy Thorsteeg mit ihren Pferden zahlreiche Abenteuer. In den Anfängen des Heftes erschien jedes Mal ein in sich abgeschlossener Comic, erst seit Anfang der 1990er Jahre erscheint der in jedem Heft fortgesetzte Wendy-Thorsteeg-Comic.
Auch die Fotostory macht einen größeren Teil des Heftes aus. Meistens geht es um Liebe, Freundschaft und Abenteuer. Natürlich sind auch jedes Mal zahlreiche Pferde dabei. Zusätzlich gibt es noch Informationsseiten für die Leser, hier werden zum Beispiel Pferderassen vorgestellt.
In vielen Wendyausgaben sind zusätzlich noch Pferdeposter enthalten.

## Geschichte
Die Serie startete 1986 mit sieben Ausgaben. 1987 und 1988 erschien die Zeitschrift monatlich, ab 1989 zweiwöchentlich. 1996 wurde auf eine wöchentliche Erscheinungsweise umgestellt, ab 2009 erschien Wendy wieder zweiwöchentlich; seit 2016 ist sie alle drei Wochen erhältlich. Anfangs waren die Hauptcomics in jeder Ausgabe voneinander unabhängig. Gelegentlich erschien als Seitenfüller am Ende noch eine kleine Geschichte aus dem Reitstall Ulmenhorst.
1991 wurde die Figur der Wendy Thorsteeg eingeführt, die bis 1995 in jeder zweiten Ausgabe vorkam. Seit Ende 1995 gibt es nur noch Geschichten mit Wendy.
Wendy Thorsteeg ist ein 15-jähriges Mädchen. Sie besitzt eine Hannoveranerstute, Penny, deren Fohlen Dorinka, einen Hannoveranerhengst namens Domino, den sie allerdings wieder hergeben musste, als ihr die Pflege von drei Pferden zu viel wurde, und eine Westernstute, Miss Dixie. Die Pferde stehen auf dem Gestüt Rosenborg, das Wendys Vater Gunnar und ihrer Mutter Heike gehört. Bevor Gunnar Rosenborg eröffnete, besaß er Lindenhöhe. Dieses Gestüt brannte aber bei einem Feuer ab.
Später wird auf dem Gelände des abgebrannten Gestüts eine Western Ranch gebaut.
Ab den 1990er Jahren wurden in Deutschland immer mehr Wendy Produkte auf den Markt gebracht. So gibt es inzwischen Hörspiele, Bücher, Etuis, Computerspiele, Filme, Fernsehserie und eine eigene Wendy Modelinie.
Ab dem Jahr 2000 wurden nur noch Pferde auf dem Cover des Magazins abgebildet, zuvor waren zumeist Mädchen mit Pferden auf den Covern zu sehen.
Die Zeitschrift gibt es auch in anderen Ländern. In Norwegen wurde die erste Ausgabe der Zeitschrift im Jahr 1994 veröffentlicht. In Schweden gibt es acht Mal im Jahr eine neue Ausgabe. Außerdem erscheint die Zeitschrift auch in Dänemark.

## Die letzte Seite
Auf der letzten Seite gibt es einen Comicstrip.
Anfangs war hier Kalle Kohldampf, später Racker mit seinen Streichen zu sehen.
Seit Anfang der 1990er liest man hier von Lord und dem strubbeligen Lauser, manchmal auch von dem Shetlandpony Rocki und dem Kaltblüter Strato.

## Extras
Dem Heft liegt immer eine kleine Überraschung bei. In der Vergangenheit gab es zum Beispiel ein Bügelbild, Briefpapier, eine Pausvorlage oder eine Haarspange, manchmal aber auch ein Sonderheft mit einem Extra-Comic: Bille und Zottel und andere.

## Protagonisten

### Hauptpersonen
| Name     | Pferd                                                        | Eltern                            | Sonstiges                                                                                            | Hörspielsprecher |
| -------- | ------------------------------------------------------------ | --------------------------------- | --- | ---------------- |
| Wendy    | Hannoveranerstute Penny und Pintostute Miss Dixie            | Lebt auf dem Gestüt Rosenborg     | | Ranja Bonalana   |
| Bianca   | Württembergerwallach Prinz und früher den Wallach Tropic     | Vater ist Polizist                | Wendys beste Freundin                                                                                | Julia Ziffer     |
| Tanja    | Stute Ruby                                                   | Vater ist Schuldirektor           | Vanessas Stiefschwester                                                                              | Ghadah Al-Akel   |
| Vanessa  | Araberhengst Tarik                                           | Mutter leitet eine Schönheitsfarm | Wendys Cousine                                                                                       | Melanie Hinze    |
| Robin    | Wallach Amigo früher Oldenburgerwallach Tex                  | Vater ist Schuldirektor           | Tanjas Zwillingsbruder                                                                               | Robin Kahnmeyer  |
| Jerry    | Wallach Bajan früher Wallach Apollo                          | Vater leitete ein Gestüt          | Wendys Exfreund                                                                                      |                  |
| Oliver   | Wallach Navaro                                               |                                   | Witzbold, Sarahs Freund                                                                              | Björn Schalla    |
| Sarah    | Wallache Rufus und Lino                                      |                                   | War blind; kann erst durch eine OP wieder sehen                                                      |                  |
| Sina     | Wallach Pablo und Wallach Floris                             |                                   | Wendys jüngere Adoptivschwester                                                                      | Oona Plany       |
| Gunnar   | Holsteinerhengst Onyx                                        |                                   | Wendys Vater                                                                                         | Jürgen Kluckert  |
| Heike    |                                                              |                                   | Wendys Mutter                                                                                        | Marianne Groß    |
| Hertha   | Fjordpferd Sternje                                           |                                   | Wendys Oma                                                                                           | Christel Merian  |
| Alexa    | Wenn sie zu Besuch kommt, reitet sie immer ein anderes Pferd |                                   | Wendys ältere Schwester                                                                              | Sabine Jaeger    |
| Florian  |                                                              |                                   | Alexas Ehemann                                                                                       |                  |
| Flavio   | Lucky                                                        |                                   | Stallbursche                                                                                         | Frank Schaff     |
| Juana    | Fjordpferd Sternje                                           |                                   | Beste Freundin von Sina                                                                              |                  |
| Julia    | Ravenna                                                      |                                   | Pflegt vorübergehend mit Hilfe von Wendy das Pferd von Stefanie; sie bekommt es allerdings geschenkt | S. Kaps          |
| Stefanie | früher Ravenna (bis sie wegzog)                              |                                   | | Tatjana Gessner  |

### Frühere Charaktere
| Name   | Pferd | Funktion/Rolle | Sonstiges                                                    |
| ------ | ----- | -------------- | ------------------------------------------------------------ |
| Marc   |       | Reitlehrer     | Wendy schwärmte für ihn; Engländer, ging zurück nach England |
| Wiebke |       | Reitlehrerin   | Heiratete Lehrer, verließ den Hof                            |
| Annika |       | Stallbursche   | Flavios Exfreundin                                           |
| Monika |       | Stallbursche   | gute Freundin von Wendy                                      |

## Weitere Verbreitung
Die Wendy-Welt wurde seit Anfang der 1990er-Jahre stetig ausgebaut:
- Bücher
- Fernsehserien:[11]
  - Wendy (OT: Riding High; Realserie, 65 Folgen, Neuseeland, 1995–96; auf Video erschienen)
  - Wendy (Animationsserie, 26 Folgen, Großbritannien/Deutschland/Frankreich, 2013)
- PC- und Konsolen-Spiele
- Spielzeug, Modellpferde von Revell und GeeGeefriends
- Wendy – Der Film (Kinofilm, Deutschland 2017)[12]
- Wendy 2 – Freundschaft für immer (Kinofilm, Deutschland 2018)

Daneben gibt es eine Vielfalt von Merchandising, zum Beispiel Kleidung.

## Adaptionen

### Bücher
Erste Buchreihe
In den 1990er Jahren erschienen die ersten Bücher der Wendy Reihe beim Franz Schneider Verlag. Das 20. und letzte Buch der Buchreihe erschien im März 2007. H. G. Francis schrieb die ersten 12 Bücher. Ab dem 13. Band wurden die Bücher von Katharina Lahn, Christiane Wittenburg und Carola von Kessel geschrieben.
1. Das Paradies der Reiter (H. G. Francis)
2. Ein Fohlen für Rodna (H. G. Francis)
3. Mit Pferden unterwegs (H. G. Francis)
4. Der Ritt am Meer (H. G. Francis)
5. Zuflucht auf Lindenhöhe (H. G. Francis)
6. Pferdediebstahl auf der Weide (H. G. Francis)
7. Pferde in Not (H. G. Francis)
8. Die Pferdefreundin (H. G. Francis)
9. Spuren im Wald (H. G. Francis)
10. Vier dicke Freunde (H. G. Francis)
11. Saskia gibt nicht auf (H. G. Francis)
12. Oliver kommt zurück (H. G. Francis)
13. Gefahr im Steinbruch (Katharina Lahn)
14. Der Sommer mit Karoline (Katharina Lahn)
15. Rettet die Ponys (Katharina Lahn)
16. Ein böser Verdacht (Katharina Lahn)
17. Biancas neuer Freund (Katharina Lahn)
18. Das fremde Pferd (Christiane Wittenburg)
19. Der Pferdeheiler (Carola von Kessel)
20. Feuer auf der Pferderanch (Carola von Kessel)

Bücher zur TV-Serie
Von 1996 bis 1998 erschienen 9 Wendy Bücher zur neuseeländischen Fernsehserie beim Franz Schneider Verlag.
1. Freunde im Sattel (H. G. Francis)
2. Geheimnis um Miss Dixie (H. G. Francis)
3. Vanessa spielt falsch (H. G. Francis)
4. Abenteuer auf Rosenborg (H. G. Francis)
5. Bianca und Prinz (H. G. Francis)
6. Vanessa sattelt um (H. G. Francis)
7. Wirbel um Alexa (H. G. Francis & Katharina Lahn)
8. Die große Überraschung (H. G. Francis)
9. Biancas Traum (H. G. Francis)

Leselotse
Von 2007 bis 2008 wurden vier Bücher von Nelson Leselotse für die dritte Lesestufe veröffentlicht. Diese Bücher dienen der Leseförderung von Kindern im Grundschulalter.
1. Pferdesommer (Katrin Neuber)
2. Spannender Ausritt (Katrin Neuber)
3. Turnier mit Hindernissen (Johanna Kallert)
4. Sorge um Kira (Johanna Kallert)

Neue Reihe
Von 2009 bis 2010 erschien eine neue Buchreihe beim Franz Schneider Verlag. Die Autoren waren Almut Schmidt und Christiane Wittenburg. Die ersten drei Bände erschienen außerdem in dem Sammelband Pferdesommer auf Rosenborg.
1. Spuk im Wald (Christiane Wittenburg)
2. Der verschwundene Hengst (Almut Schmidt)
3. Rettung für Pepito (Christiane Wittenburg)
4. Falsches Spiel auf dem Turnier (Almut Schmidt)

Minibücher
Von 2014 bis  2015 wurden sechs Wendy Minibücher zur Animationsserie herausgebracht. Geschrieben wurden diese von Carola von Kessel. Die ersten drei Geschichten erschienen auch in dem Sammelband Wendy – Voller Einsatz für Dixie: Lesen lernen mit Pferdegeschichten. Die anderen drei erschienen in dem Sammelband Wendy – Rettung in letzter Sekunde: Lesen lernen mit Pferdegeschichten.
1. Voller Einsatz für Dixie (Carola von Kessel)
2. Zu viel des Guten (Carola von Kessel)
3. Die Geisterjagd (Carola von Kessel)
4. Rettung in letzter Sekunde (Carola von Kessel)
5. Der Pferdeklau (Carola von Kessel)
6. Die Western-Reitshow (Carola von Kessel)

Bücher zu den Filmen
2016 und 2018 wurden zwei Bücher zu den Filmen veröffentlicht.
1. Wendy, Das Buch zum Film (Carolin Hecht)
2. Wendy 2 – Freundschaft für immer (Mark Stichler)

### Hörspiel
In den Hörspielen, die auf CD und Kassette erscheinen, ist Wendy ein ca. 15-jähriges Mädchen, das wie in den Comics auf einem schönen Reiterhof an der Ostsee lebt, der den Namen Rosenborg (früher Lindenhöhe) trägt. Mit ihren Freunden erlebt sie viele Abenteuer. Ihre Cousine Vanessa nimmt meist die Rolle ihrer Freunde aus den Comics ein, jedoch wird sie manchmal zur Konkurrentin.

#### Auszeichnungen
- Goldene Schallplatte[14]
  - 3 × in Gold

- Kids Award
  - 3 × in Gold

### Fernsehserie
Die Fernsehserie Wendy (OT: Riding High) ist eine neuseeländische Adaption, die 1996 in Deutschland erstmals auf RTL II ausgestrahlt wurde. Die Sprecher von Wendy, Bianca, Vanessa, Flavio, Gunnar, Ingrid und Mark sind dieselben, wie in der Hörspielserie von Kiosk/Kiddinx.

### Animationsserie
In der Animationsserie Wendy erlebt Wendy, wie auch in der Zeitschrift, Büchern und den Hörspielen, Abenteuer mit ihren Freunden. Sie lief erstmals 2013 im KiKa und enthält 26 Episoden. Jedoch stimmen einige Inhalte nicht mit den Informationen überein, die man von Zeitschriften, Büchern und Hörspielen über Wendy, ihre Freunde, ihre Familie und die Pferde erfahren hat.

### Theaterstück
Helge Schneider schrieb ein Theaterstück als Parodie, Mendy – das Wusical.

### Filme
2017 erschien Wendy – Der Film, 2018 folgte Wendy 2 – Freundschaft für immer. Die Hauptrolle der Wendy übernahm jeweils Jule Hermann.